# Bo R. Holmberg
Bo Roland Holmberg, född 5 februari 1945 i Ytterlännäs församling, är en svensk författare och före detta lärare.
Efter filosofisk ämbetsexamen vid Uppsala universitet har Holmberg arbetat som lärare på högstadiet i Dorotea i Lappland och i Bredbyn i Ångermanland. Från 1995 undervisade han i svenska, engelska och kreativt skrivande på Hampnäs folkhögskola, men pensionerades 2010. Han har givit ut många böcker i olika genrer, både för barn, ungdomar och vuxna: nutidshistorier och historiska berättelser, kriminalromaner, grafiska romaner och bilderböcker. År 2017 utkom hans självbiografiska bok Inte långt från älven. Mellan 1999 och 2008 var Holmberg ledamot av Svenska barnboksakademien och sedan 2016 är han ledamot av Svenska Deckarakademin.

## Kortfilmsmanus
- En ovanlig dag
- Alla helgons dag
- Vredens dag

## Drama
- 1992 – Tjyv-Bjäta
- 1996 – Drängen i Klingre
- 2004 – En vacker dag
- 2006 – Rövarna i Skuleberget
- 2013 – Vem f-n är Aron Persson
- 2016 – Ge oss musik - och två Mariekex
- 2017 – Vredens dagar
- 2019 – De kom från havet

## Priser och utmärkelser
- 1997 – Första pris i Rabén & Sjögrens pristävling för Agnes och ljuset
- 1998 – Astrid Lindgren-priset
- 2000 – Första pris i Film i Västernorrlands manustävling
- 2001 – Första pris i Alfabetas bilderbokstävling för En dag med Johnny, med bilder av Eva Eriksson
- 2002 – Flintyxan pris för bästa historiska thriller för Liemannen
- 2003 – Kulla-Gulla-priset
- 2004 – Ångermannalagets Kulturpris
- 2005 – Augustpriset för Eddie Bolander & jag
- 2014 – Norrlands barn- och ungdomslitteraturpris
- 2016 – 
Birger Norman-priset[4]